# Янг, Эдгар
Эдгар Филип Янг (англ. Edgar Philip Young, 5 октября 1899 — 1975) — офицер Королевского флота, переводчик, публицист, историк флота, политик.
В России известен благодаря публикациям о ВМФ СССР в изданиях Labour Monthly, Naval Review, Anglo-Soviet Journal.

## Биография
Янг родился в английской семье, проживавшей в Индии. Ребёнком был вывезен в Великобританию, где получил морское образование.
Службу во флоте начал в 1917 году, мичманом на HMS Ajax. C 1919 года переведён в звании младший лейтенант на HMS Pegasus, участвовал в операциях союзников в период Гражданской войны, был свидетелем эвакуации Добровольческой армии из Новороссийска. Специализировался в области военной связи.
В 1921 году окончил в чине лейтенанта морские курсы при Кембриджском университете. Прошел языковую стажировку во Франции в 1924 году. Женился в 1926 году; путешествуя с супругой, провёл 9 месяцев в Праге в среде русских эмигрантов. Работал военным переводчиком с русского и французского, преподавателем школы военно-морской связи в Шотли (т. н. HMS Ganges). В 1930 году переведён на службу в Китай. Путешествует по Индокитаю, Малайским островам; по возвращении публикует ряд статей, описывающих культурные ценности региона (Дерево Бодхи, плато Дьенг, Сигирия).
В 1933 году Янг начинает интересоваться политикой лейбористов и увольняется из флота в звании лейтенант-коммандера. Участвует кандидатом в парламентских выборах, присоединяется к Международной миротворческой кампании (British National Committee of the International Peace Campaign), организованной Аделаидой Ливингстон. С целью организации пацифистского движения совершает ряд поездок по Европе в 1936—1938 годах (Австрия, Болгария, Венгрия, Польша, Чехословакия, Югославия). Публикует первую книгу: «Чехословакия: краеугольный камень мира и демократии» (Czechoslovakia: keystone of peace and democracy).
В 1939 году Эдгар вступил в конфликт с руководством партии и был исключён. Занимался свободной журналистикой (Yorkshire Post, Sydney Daily Mail). Повторно женился (на чешке). В июле 1939 года приезжал в СССР в качестве руководителя делегации Клуба левой книги. Вплоть до окончания войны находился в Лондоне. С 1944 (по 1950 год) работал внештатным переводчиком гидрографического департамента Адмиралтейства.
В 1945—1946 годах посещает ряд стран Восточной Европы, встречаясь с рядом политических деятелей (Бенеш, Готвальд). В своём выступлении в 1947 году на BBC поддержал правительство Димитрова.
После суицида второй жены в 1949 году женится вновь (жена — член компартии с 1945 года).
Числится в списке Оруэлла.
В 1952 году исключен из списка служивших во флоте за дискредитацию звания офицера.
В 1950—1971 годах совершает ряд зарубежных поездок, с целью поддержки социалистических режимов — в СССР, ГДР, Китай, Вьетнам, Кубу, Болгарию, Чехословакию и др. страны. Одобрил действия СССР во время восстания в Будапеште и Пражской весны.